# Emil-Fischer-Medaille

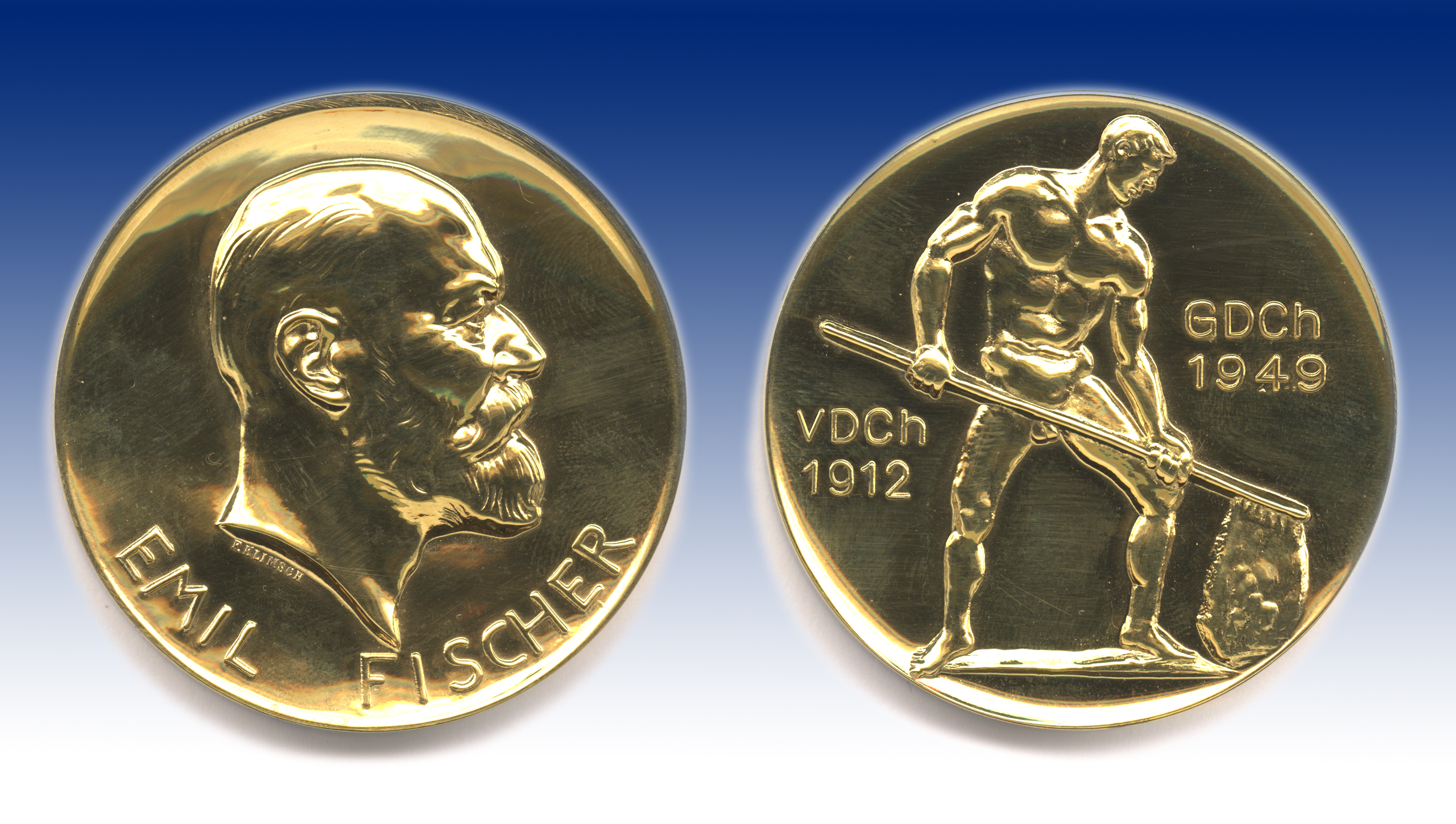
Emil-Fischer-Medaille

Die Emil-Fischer-Medaille wird von der Gesellschaft Deutscher Chemiker (GDCh) zu Ehren des Nobelpreisträgers Hermann Emil Fischer für herausragende Arbeiten auf dem Gebiet der organischen Chemie alle zwei bis drei Jahre verliehen.

## Geschichte
Der Industriechemiker Carl Duisberg, ein Schüler Adolf von Baeyers, stiftete zum 60. Geburtstag von Emil Fischer am 9. Oktober 1912 die gleichnamige Medaille, die auch als Emil-Fischer-Gedenkmünze bezeichnet wird. Die Medaille wurde gemeinsam mit der Adolf-von-Baeyer-Denkmünze und dem entsprechenden Stiftungskapital in die Carl-Duisberg-Stiftung übernommen und bis 1940 vom Verein Deutscher Chemiker vergeben. Seit 1950 wird Auszeichnung von der GDCh verliehen, wobei diese anfangs von der Bayer AG und später durch ein Sondervermögen der GDCh finanziell getragen wurde. Der Preis gilt als höchste Auszeichnung für Organiker in Deutschland und ist mit der Verleihung einer Goldmedaille und einem Preisgeld von 7500 Euro verbunden.

## Preisträger

### Emil-Fischer-Medaille des VDCh
- 1912 – Fritz Hofmann (Bayer AG, Wuppertal-Elberfeld bzw. Leverkusen)
- 1919 – Otto Hahn (Kaiser-Wilhelm-Institut für Chemie, Berlin)
- 1922 – Carl Neuberg (Kaiser-Wilhelm-Institut für experimentelle Therapie, Berlin)
- 1927 – Franz Fischer (Kaiser-Wilhelm-Institut für Kohlenforschung, Mülheim an der Ruhr) und Alwin Mittasch (BASF AG/I.G. Farben, Mannheim)
- 1928 – Fritz Schönhöfer, Werner Schulemann (beide Bayer AG/I.G. Farben, Wuppertal-Elberfeld) und August Wingler (Bayer AG/I.G. Farben, Leverkusen)
- 1930 – Kurt Heinrich Meyer (Ludwigshafen) und Hermann Staudinger (Albert-Ludwigs-Universität Freiburg)
- 1931 – Felix Ehrlich (Universität Breslau)
- 1933 – Fritz Kögl (Universität Utrecht)
- 1934 – Hans Mauß (Mauss) und Fritz Mietzsch (beide Bayer AG/I.G. Farben, Wuppertal-Elberfeld)
- 1935 – Adolf Butenandt (Technische Hochschule Danzig)
- 1937 – Gerhard Domagk und Josef Klarer (beide Bayer AG/I.G. Farben, Wuppertal-Elberfeld)
- 1938 – Kurt Alder (Universität zu Köln)
- 1940 – Clemens Schöpf (TU Darmstadt)

### Emil-Fischer-Medaille der GDCh
- 1950 – Hans Meerwein (Philipps-Universität Marburg)
- 1951 – Burckhardt Helferich (Rheinische Friedrich-Wilhelms-Universität, Bonn)
- 1952 – Karl Freudenberg (Ruprecht-Karls-Universität Heidelberg)
- 1954 – Hans Brockmann (Georg-August-Universität Göttingen)
- 1955 – Hans Heinrich Schlubach (Universität Hamburg)
- 1958 – Walter König (TU Dresden)
- 1960 – Rudolf Criegee (Universität Karlsruhe (TH))
- 1961 – Hans Herloff Inhoffen (TH Braunschweig) und Friedrich Weygand (TU München)
- 1962 – Otto Westphal (Max-Planck-Institut für Immunbiologie, Freiburg)
- 1966 – Hellmut Bredereck (Universität Stuttgart)
- 1967 – Arthur Lüttringhaus (Albert-Ludwigs-Universität Freiburg)
- 1969 – Theodor Wieland (Max-Planck-Institut für Medizinische Forschung, Heidelberg)
- 1970 – Günther Wilke (Max-Planck-Institut für Kohlenforschung, Mülheim an der Ruhr)
- 1975 – Emanuel Vogel (Universität zu Köln)
- 1978 – Hans Musso (Universität Karlsruhe (TH))
- 1980 – Hans Paulsen (Universität Hamburg)
- 1982 – Hermann Stetter (RWTH Aachen)
- 1984 – Gerhard Quinkert (Johann Wolfgang Goethe-Universität Frankfurt am Main)
- 1986 – Wolfgang Steglich (Rheinische Friedrich-Wilhelms-Universität Bonn)
- 1988 – Rolf Geiger (Hoechst AG und Johann Wolfgang Goethe-Universität Frankfurt am Main)
- 1990 – Ekkehard Winterfeldt (Gottfried Wilhelm Leibniz Universität Hannover)
- 1992 – Ivar Karl Ugi (TU München)
- 1995 – Richard R. Schmidt (Universität Konstanz)
- 1997 – Horst Kessler (TU München)
- 2000 – Horst Kunz (Universität Mainz)
- 2002 – Dieter Enders (RWTH Aachen)
- 2004 – Lutz Friedjan Tietze (Georg-August-Universität Göttingen)
- 2006 – Bernd Giese (Universität Basel)
- 2008 – Peter Hofmann (Universität Heidelberg)
- 2010 – Johann Mulzer (Universität Wien)
- 2012 – Herbert Waldmann (TU Dortmund und Max-Planck-Institut für molekulare Physiologie, Dortmund)
- 2014 – Matthias Beller (Universität Rostock und Leibniz-Institut für Katalyse, Rostock)
- 2016 – Dirk Trauner (Ludwig-Maximilians-Universität München)
- 2018 – Thorsten Bach (Technische Universität München)
- 2020 – Peter Seeberger (Max-Planck-Institut für Kolloid- und Grenzflächenforschung)
- 2022 – Peter Bäuerle (Universität Ulm)
- 2024 – Frank Glorius (Universität Münster)[1]